# مايلاندسي
مايلاندسي (بالإنجليزية: Maylandsea)، ومايلاند المتصلة بها جغرافياً، هما قريتان تقعان في شبه جزيرة دينجي ضمن مقاطعة إسكس الإنجليزية. تشكل القريتان جزءًا من حي ألثورْن التابع لمنطقة مالدون، وتخضعان لمجلس أبرشي واحد يغطي كلا القريتين.

## الحكم المحلي
تُعد مايلاند وحدة انتخابية (دائرة انتخابية) ضمن المنطقة المعنية بالحكم المحلي. وبلغ إجمالي عدد السكان فيها، وفقًا لتعداد عام 2011، حوالي 4,360 نسمة.

## المواقع الدينية

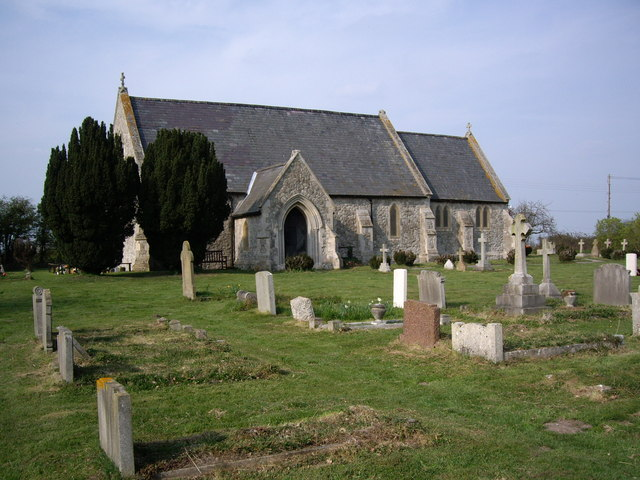
كنيسة القديس برنابا، مايلاندسي

الكنيسة المحلية في الرعية هي كنيسة القديس برنابا، التي تقع في أبرشية تشيلمسفورد .

## مجلس الرعية
يجتمع مجلس رعية مايلاند شهريًا في قاعة لولينغ (Lawling Hall) الواقعة في متنزه لولينغ (Lawling Park) بالقرب من شارع كاتونيا في قرية مايلاندسي. تقع قريتا مايلاند ومايلاندسي ضمن منطقة تُعد بعض أجزائها معرّضة لخطر الفيضانات، ويعمل مجلس الرعية بالتعاون مع مجلس منطقة مالدون على تطوير خطة طوارئ محلية مرتبطة باستراتيجية الطوارئ الشاملة التي تغطي كامل المنطقة.

## الروابط الخارجية
- موقع مجلس أبرشية مايلاند
- تاريخ مايلاند ومايلاندسي نسخة محفوظة 16 فبراير 2009 على موقع واي باك مشين.